# 猪菜藤
猪菜藤（学名：Hewittia sublobata）为旋花科猪菜藤属的植物。分布于台湾岛、生境：热带非洲、热带亚洲以及中国大陆的广东、广西、海南、云南等地，生长于海拔40米至550米的地区，常生于平地沙土以及灌丛阳处，目前尚未由人工引种栽培。

## 别名
细样猪菜藤、野薯藤（广东、海南）

## 异名
- Hewittia sublobata (L. f.) O. Ktze.